# Townsendia nemacula
Townsendia nemacula är en tvåvingeart som beskrevs av Martin 1966. Townsendia nemacula ingår i släktet Townsendia och familjen rovflugor. Inga underarter finns listade i Catalogue of Life.